# Acker Bilk
Bernard Stanley "Acker" Bilk, född 28 januari 1929 i Pensford i Somerset, död 2 november 2014 i Bath, var en brittisk jazzklarinettist som anses som en av de främsta. Bilks största hitsingel var hans egenkomponerade låt "Stranger on the Shore" som 1961 nådde andraplatsen på Englandslistan, och 1962 nådde förstaplatsen på amerikanska singellistan Billboard Hot 100. I Sverige fick han en Tio i topp-hit 1964 med "The Harem".

## Fotnoter
1. 1 2  Find a Grave, Find A Grave-ID: 138227336, läs online, läst: 9 oktober 2017.[källa från Wikidata]
2. 1 2  filmportal.de, Filmportal-ID: 1b16f3dbbb9e415e96e9fee6508e428a, läst: 9 oktober 2017.[källa från Wikidata]
3. ↑  läs online, www.scotsman.com  .[källa från Wikidata]
4. ↑  Gemeinsame Normdatei, läst: 30 december 2014.[källa från Wikidata]
5. ↑  Jazz legend Acker Bilk dies aged 85
6. ↑  http://www.officialcharts.com/artist/_/mr%20acker%20bilk%20%26%20his%20paramount%20jazz%20band/
7. ↑  http://www.allmusic.com/artist/acker-bilk-mn0000926115/awards